# Chicago Blues
Der Chicago Blues ist ein Blues-Stil, der in der ersten Hälfte des 20. Jahrhunderts im Zuge der Abwanderung der verarmten schwarzen Arbeiterbevölkerung aus dem Süden der USA in die Großstädte des mittleren Westens entstanden ist. Die Entwicklung des Chicago Blues vollzog sich im Wesentlichen in zwei Schritten.

## Pre-War-Phase
Von der Mitte der 1920er-Jahre bis zum Beginn des Zweiten Weltkrieges entwickelte sich ein am Jazz orientierter, städtischer Blues-Stil (Urban Blues). Er vereinte den „klassischen“ Blues des Vaudeville mit dem traditionellen Country Blues des Südens. Im Vergleich zum akustischen Delta Blues war der Chicago-Stil jedoch eleganter, elektrischer und weniger archaisch.
Der weiße Produzent Lester Melrose war zu dieser Zeit die beherrschende Figur des Chicago Blues. Nachdem er zu Anfang Jelly Roll Morton und King Oliver als selbstständiger Geschäftsmann produziert hatte, stieg er bald zum Produzenten des RCA-Bluebird-Labels auf. Daher wird der frühe Chicago Blues auch als Bluebird Beat bezeichnet. Während seiner Zeit bei Bluebird nahm Melrose unter anderem Big Bill Broonzy, Tampa Red, Jazz Gillum und Sonny Boy Williamson I. auf. Das Piano entwickelte sich neben der Gitarre zu einem prägenden Instrument dieses Stils. Der Piano-Blues-Style war eine Verbindung zwischen dem rauen Barrelhouse Piano (Dirty Dozen) aus dem Süden der USA und dem Ragtime.

## Post-War-Phase
Nach dem Ende des Zweiten Weltkrieges wurde der Chicago-Blues zur elektrifizierten Variante des akustischen Delta Blues weiterentwickelt. Ein Großteil der in einer zweiten Welle aus dem Süden nach Chicago zugewanderten Afroamerikaner fand sich im Bluebird Beat der Vorkriegszeit nicht wieder. Die Zeit von 1947 bis 1957 gilt als Blütezeit des Chicago Blues. In dieser Zeit prägten Blueser wie Muddy Waters, Little Walter, Howlin’ Wolf, John Brim, J. B. Hutto und andere den neuen, harten, elektrischen Delta Blues. Charakteristisch für den Combo-Blues aus der Windy City Chicago ist die Besetzung mit Gitarre, Blues-Harp, Piano, Schlagzeug und Kontrabass oder E-Bass.
Majorlabels wie RCA gaben das Bluesgeschäft aufgrund ständig zurückgehender Plattenverkäufe auf und überließen den Markt auf den neuen Sound spezialisierten Labels wie Chess Records und Vee-Jay. Mit Beginn der 1960er-Jahre begann der Niedergang des Chicago Blues. Die beiden Platzhirsche Chess und Vee-Jay orientierten sich eher am neu aufkommenden und gewinnträchtigeren Soul oder gingen pleite. Kleine Independent-Label wie Alligator und Delmark Records nahmen noch Blues für ein vornehmlich europäisches Publikum auf.

## Typische Vertreter
- Big Bill Broonzy
- Big Maceo Merriweather
- Big Walter Horton
- Billy Boy Arnold
- Billy Branch
- Bo Diddley
- Buddy Guy
- Carey Bell
- Charlie Musselwhite
- Champion Jack Dupree
- Elmore James
- Freddie King
- Hound Dog Taylor
- Howlin’ Wolf
- J. B. Hutto
- J. B. Lenoir
- Jim Kahr
- James Cotton
- Jimmy Dawkins
- Jimmy Rogers
- Joanna Connor
- John Brim
- John Primer
- Johnny Shines
- Junior Wells
- Koko Taylor
- Lefty Dizz
- Little Walter
- Lonnie Brooks
- Luther Allison
- Lurrie Bell
- Magic Sam
- Mighty Joe Young
- Melvin Taylor
- Muddy Waters
- Otis Rush
- Otis Spann
- Paul Butterfield
- Robert Lockwood Jr.
- Robert Nighthawk
- Snooky Pryor
- Son Seals
- Sonny Boy Williamson I.
- Sonny Boy Williamson II.
- Vance Kelly
- Willie Dixon